# Barnbeck

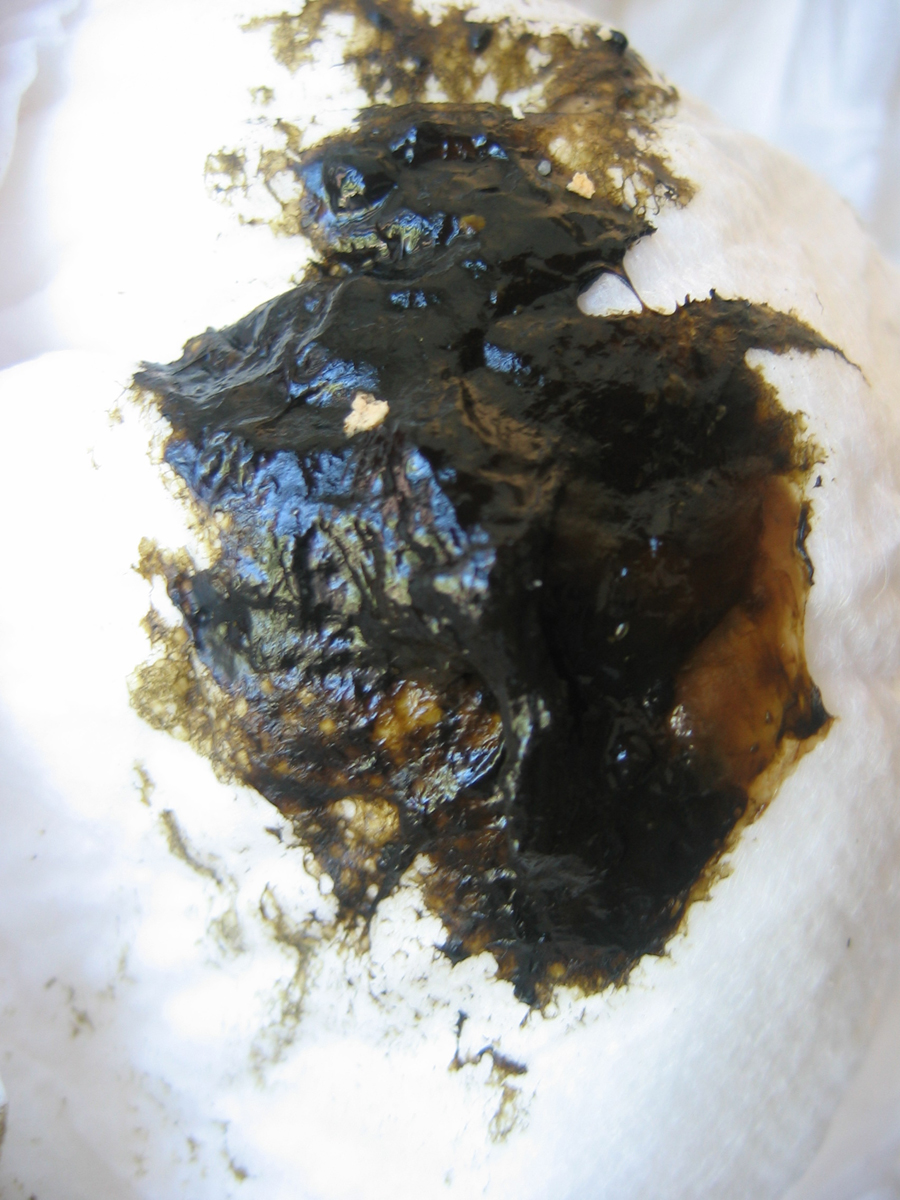
En närbild av barnbeck.

Barnbeck (även kallat mekonium) är ett nyfött barns första avföring, som funnits i barnets tarmar under fostertiden. Barnbecket är tjockt och segt, svart eller grönskiftande på grund av gallfärgämne (jämför beck). Efterhand som barnet får i sig annan föda som exempelvis bröstmjölk försvinner barnbecket och ersätts av avföring med annat utseende och konsistens.